# 터키항공
터키항공(튀르키예어: Türk Hava Yolları, 영어: Turkish Airlines)은 튀르키예의 항공사로 본사는 이스탄불에 위치해 있다. 원래 국영 항공사로 설립했으나 민영화가 되면서 본사가 이스탄불로 옮겨졌다. 현재 이스탄불의 아르나부코이에 위치한 이스탄불 국제공항을 허브 공항으로 사용하고 있다. 튀르키예 전역의 국내선 및 이스탄불과 세계 주요 도시와 연결되는 국제선을 운영하고 있다. 대한민국의 인천국제공항에도 취항하고 있다. 스타얼라이언스 회원사이며, 아시아나항공을 비롯한 다른 스타얼라이언스 회원사와 공동 운항도 시행하고 있다.

## 역사
1933년 5월 20일 앙카라에서 설립되었다. 설립 당시 이름은 국립항공 관리국으로 보유 항공기는 킹버드 1대, 융커 F-13 2대, ATH-9 1대였다. 1938년 국립항공로 이사회로 명칭이 변경되고 교통부 산하로 이관되었다. 1945년 더글러스 DC-3 항공기가 추가되었고 1947년에 앙카라 ~ 이스탄불 ~ 아테네로 이어지는 최초의 국제선을 신설했다. 1956년 3월 1일 현재의 사명으로 변경되고 튀르키예어로 튀르크 하바 욜라르 이름을 바꾸며 본격적으로 성장하기 시작하였다. 1967년에 최초로 맥도널 더글러스 DC-9 항공기가 추가되었다. 1970년대에 맥도널 더글러스 DC-10, 보잉 727 항공기를 도입한 데 이어 1971년에 보잉 707 항공기를 임차했다.
1984년에 예실쾨이 공항에 새로운 첨단기술 센터를 설립했다. 1985년에 에어버스 A310 항공기가 추가되었고 1986년에 싱가포르에 최초로 취항했으며 1988년에 브뤼셀 경유 뉴욕행 국제선 노선도 신설이 되었다. 1987년부터 1988년까지 손실을 입었지만 북아메리카 노선이 성장하면서 1990년대 중반에 다시 회복되었다. 그와 동시에 1994년에 뉴욕간 논스톱 노선을 실시했다. 1996년에 국내선 시장 독점이 철폐되면서 전세 항공사간 경쟁이 치열해졌다. 대한민국의 경우 1997년 10월 30일부터 김포국제공항에 취항했지만 1998년 10월에 운항이 중단하였다. 2001년 인천국제공항 개항과 동시에 직항 노선 운항을 재개했지만 같은 해 미국에서 일어난 9·11 테러의 영향으로 구조조정을 단행했다. 2003년에 이라크 전쟁과 사스 유행의 여파로 인해 페르시아만으로 잇는 노선이 중지되었다.
2010년 4월에 스카이트랙스가 발표한 스카이트랙스 어워드에서 남유럽 최고의 항공사로 선정되었으며 이코노미 클래스 기내식 서비스 최고로 인정받아 전 유럽 국가 베스트 항공사 부문에서 3위를 차지하였다. 2012년에 초대형 항공기인 에어버스 A380, 보잉 747-8I를 비롯해 보잉 787 드림라이너 기종 도입 여부를 결정하기 위해 보잉과 에어버스와 논의하고 있다.

## 운항 노선
- 2012년 7월 기준으로 터키항공은 다음과 같은 노선을 운항하고 있다.

### 코드셰어 협정
- 터키항공은 다음과 같은 항공사와 코드셰어를 하고 있으며 주로 스타얼라이언스 회원과 코드셰어 협정을 체결하고 있으나 타 항공사도 코드셰어 협정을 체결하고 있다.

| - LOT 폴란드 항공 (스타얼라이언스) - TAP 포르투갈 항공 (스타얼라이언스) - 가루다 인도네시아 항공 (스카이팀) - 로얄 브루나이 항공 - 로얄 에어 모로코 (원월드) - 로얄 요르단 항공 (원월드) - 루프트한자 (스타얼라이언스) - 룩스에어 - 르완드 에어 - 말레이시아 항공 (원월드) | - 스위스 국제항공 (스타얼라이언스) - 싱가포르 항공 (스타얼라이언스) - 아비앙카 항공 (스타얼라이언스) - 아시아나항공 (스타얼라이언스) - 아제르바이잔 항공 - 에게 항공 (스타얼라이언스) - 에바 항공 (스타얼라이언스) - 에어 뉴질랜드 (스타얼라이언스) - 에어 아스타나 - 에어 인디아 (스타얼라이언스) | - 에어 캐나다 (스타얼라이언스) - 에티오피아 항공 (스타얼라이언스) - 에티하드 항공 - 오만 항공 - 오스트리아 항공 (스타얼라이언스) - 우즈베키스탄 항공 - 우크라이나 국제항공 - 유나이티드 항공 (스타얼라이언스) - 유테이르 항공 - 이란 항공 | - 이집트 항공 (스타얼라이언스) - 전일본공수 (스타얼라이언스) - 제트블루 항공 - 중국국제항공 (스타얼라이언스) - 쿠웨이트 항공 - 크로아티아 항공 (스타얼라이언스) - 키르기스스탄 항공 - 타이 항공 (스타얼라이언스) - 파키스탄 국제항공 - 필리핀 항공 | - 하와이안 항공 |  |

## 보유 기종
- 2024년 4월 기준으로 터키항공은 다음과 같은 기종을 보유하고 있으며 평균 기령은 6.8년이다.[3][4][5]

## 터키항공 카고
터키항공 카고(영어: Turkish Airlines Cargo)는 터키항공의 자회사이자 화물 항공사로 주로 터키항공의 허브 공항과 국제공항의 화물기를 취항하며 보유 기종은 에어버스 A310-300F, 에어버스 A330-200F로 운항하고 있으며 허브 공항은 이스탄불 국제공항이 있으며 스타얼라이언스의 제휴 회원에 속한다.

## 사건 및 사고
- 터키항공 34편
- 터키항공 158편
- 터키항공 278편
- 터키항공 345편
- 터키항공 452편 추락 사고
- 터키항공 634편
- 터키항공 981편 추락 사고
- 터키항공 1476편
- 터키항공 1951편 추락 사고
- 터키항공 5904편
- 1959년 터키항공 런던 개트윅 공항 충돌 사고
- 1961년 터키항공 앙카라 충돌 사고
- 1962년 터키항공 타우루스 산 충돌 사고
- 1974년 터키항공 이즈미르 충돌 사고
- 1979년 터키항공 앙카라 충돌 사고

## 사진

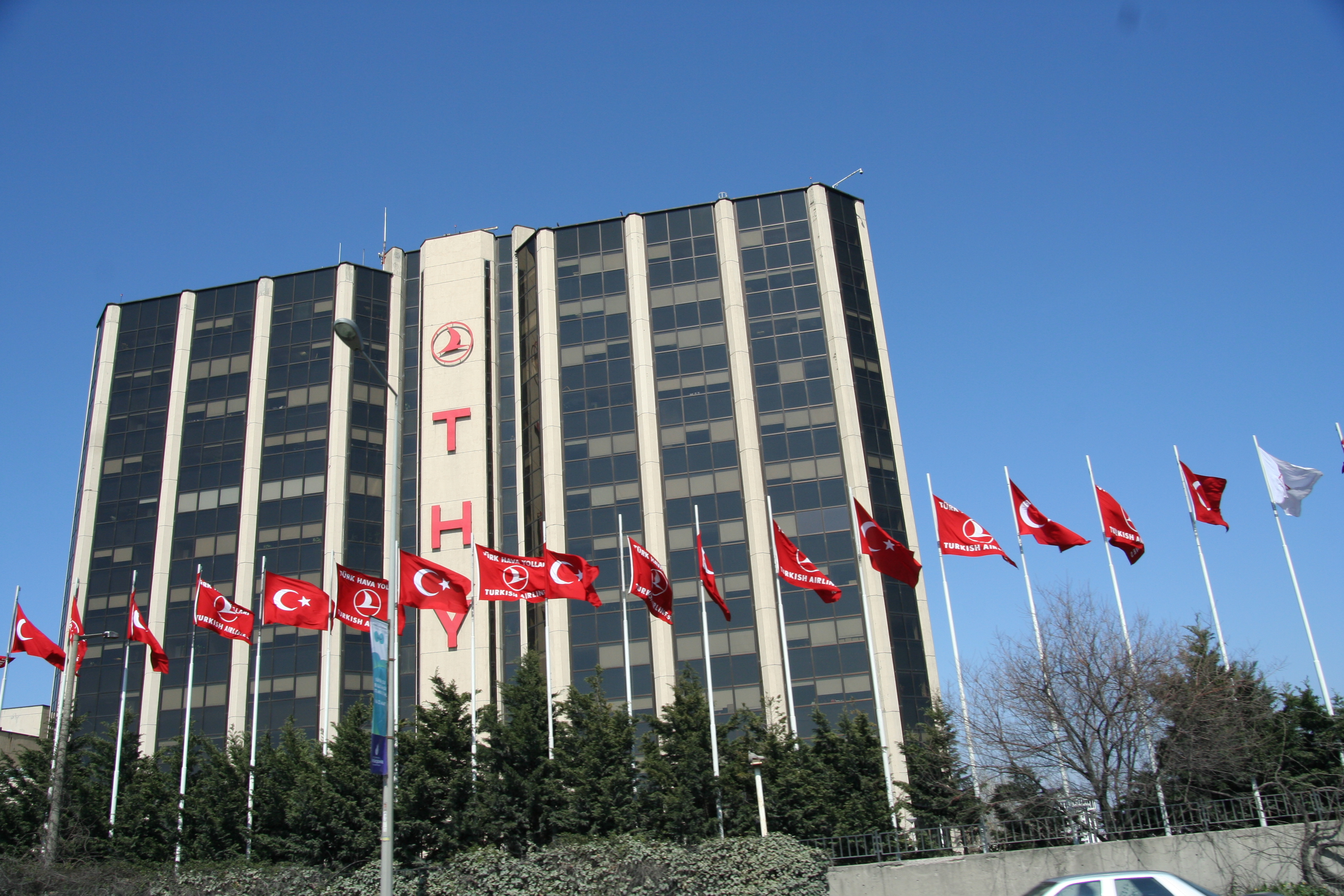
터키항공 본사
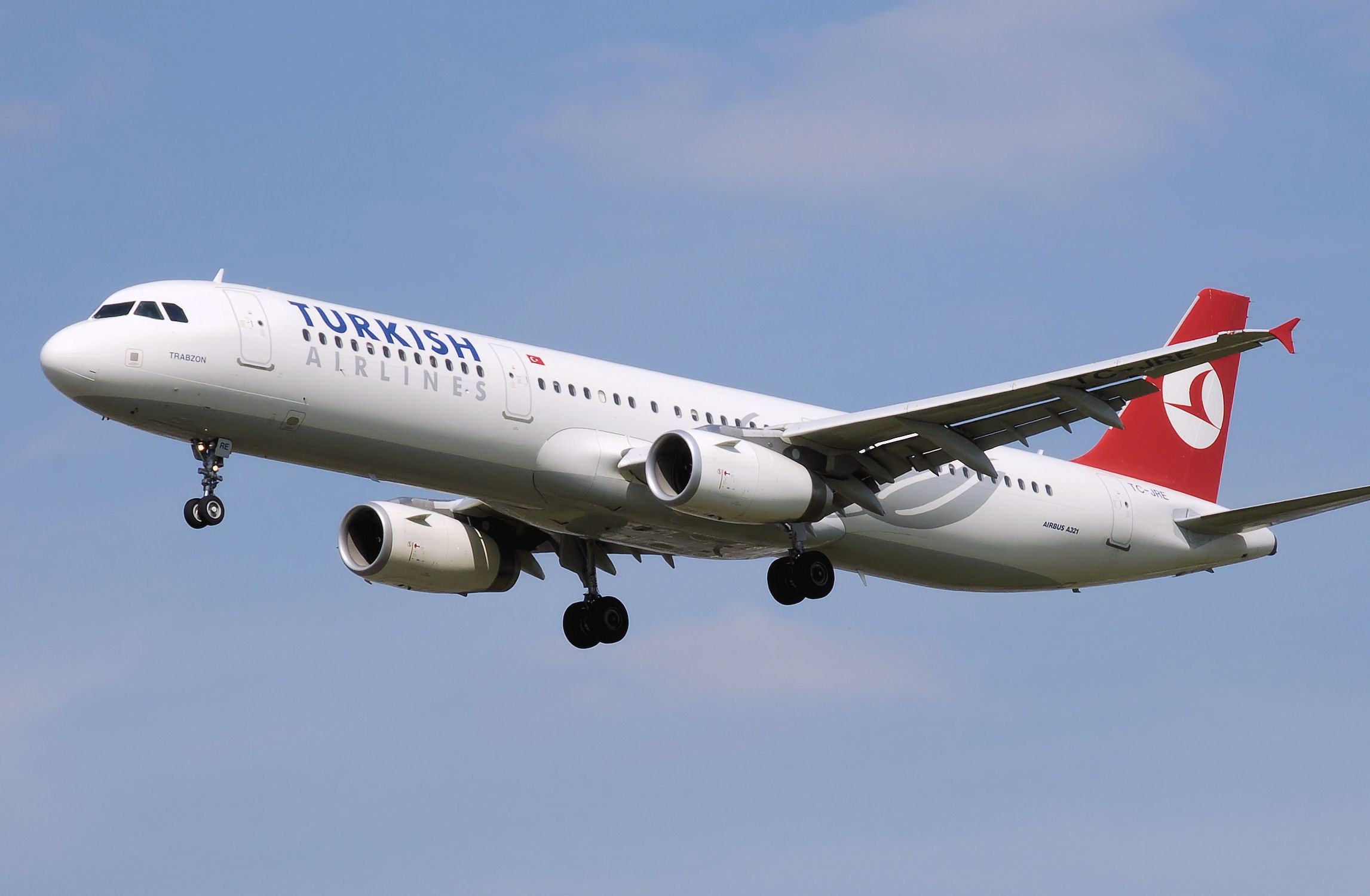
터키항공의 에어버스 A321-200
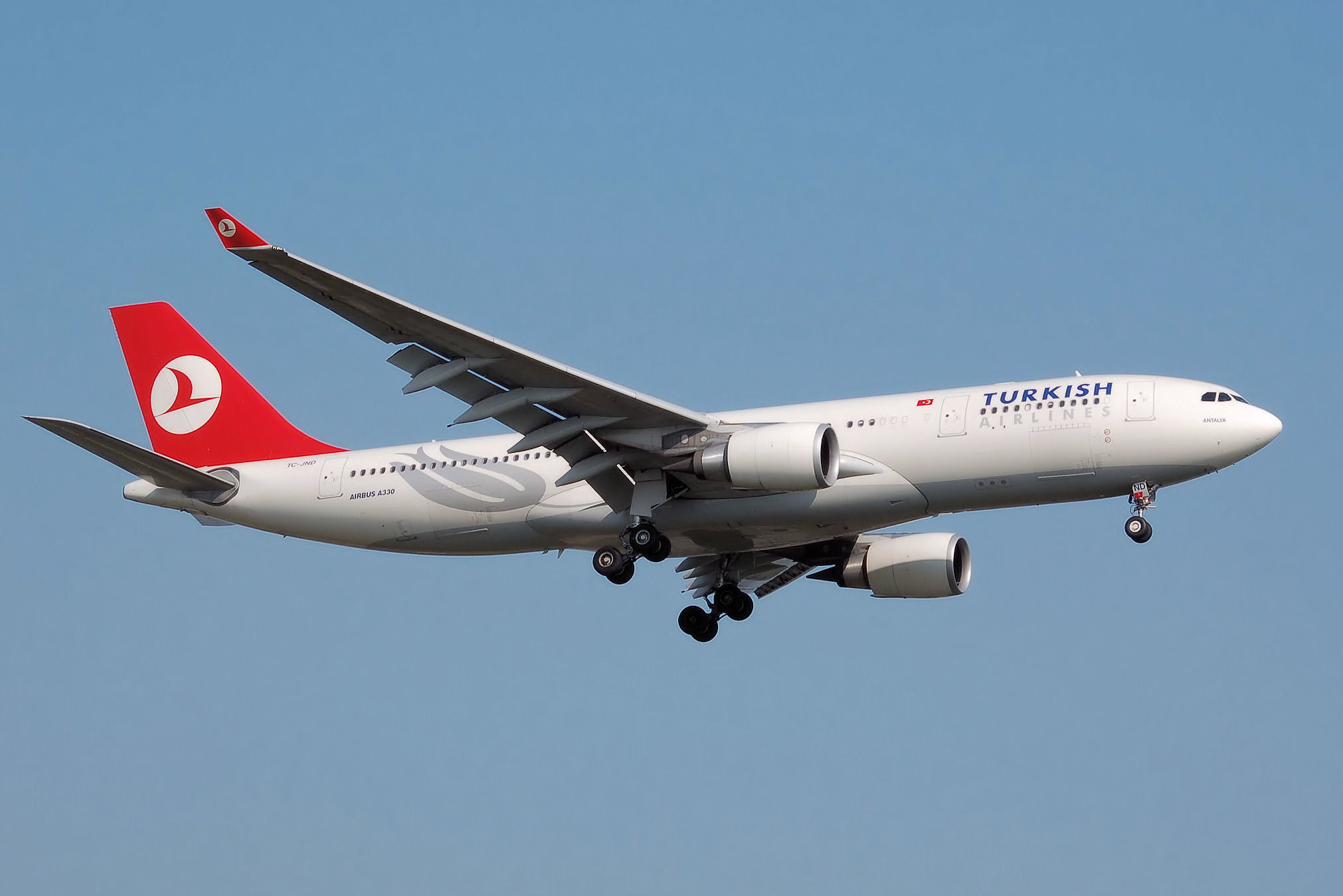
터키항공의 에어버스 A330-200
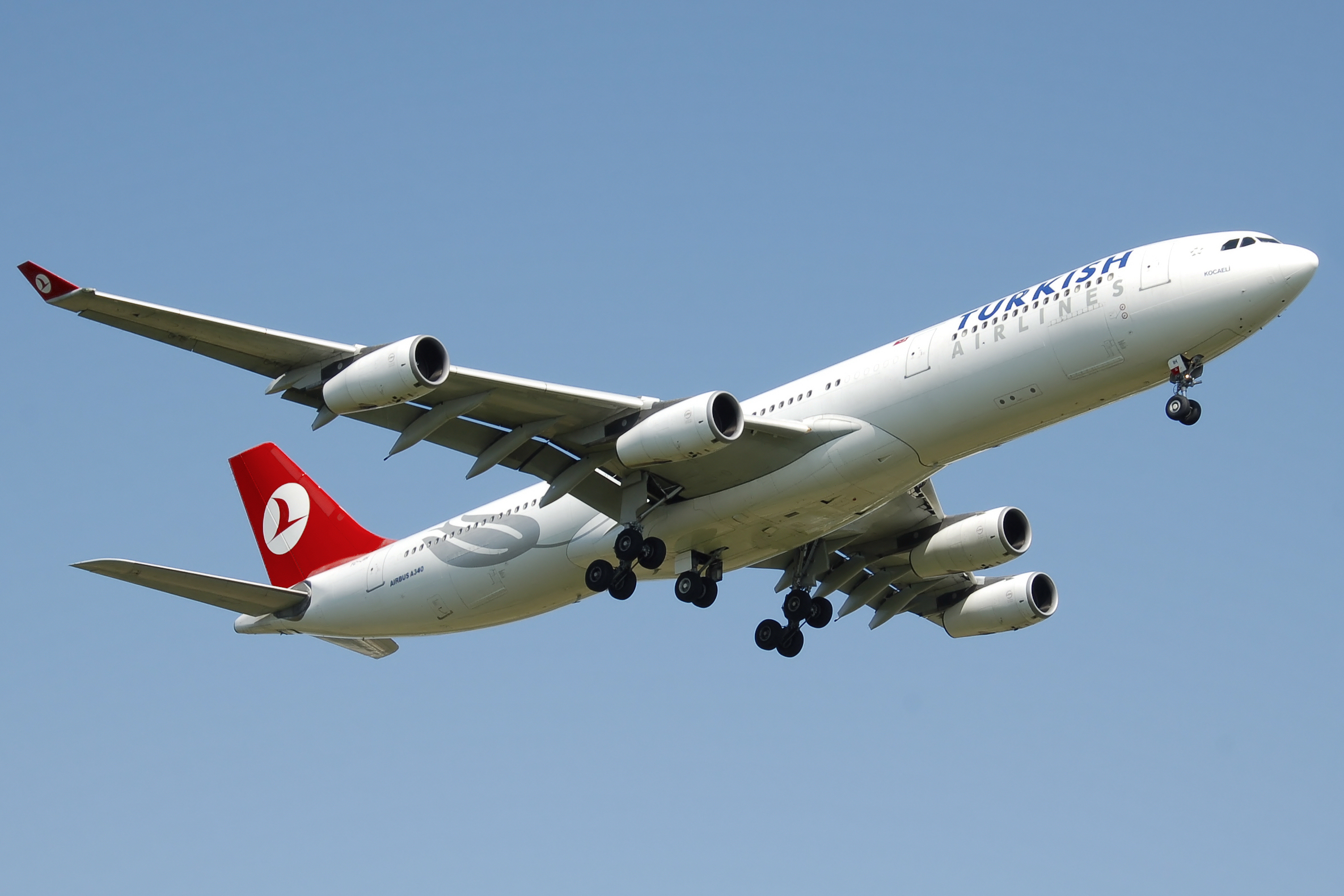
터키항공의 에어버스 A340-300
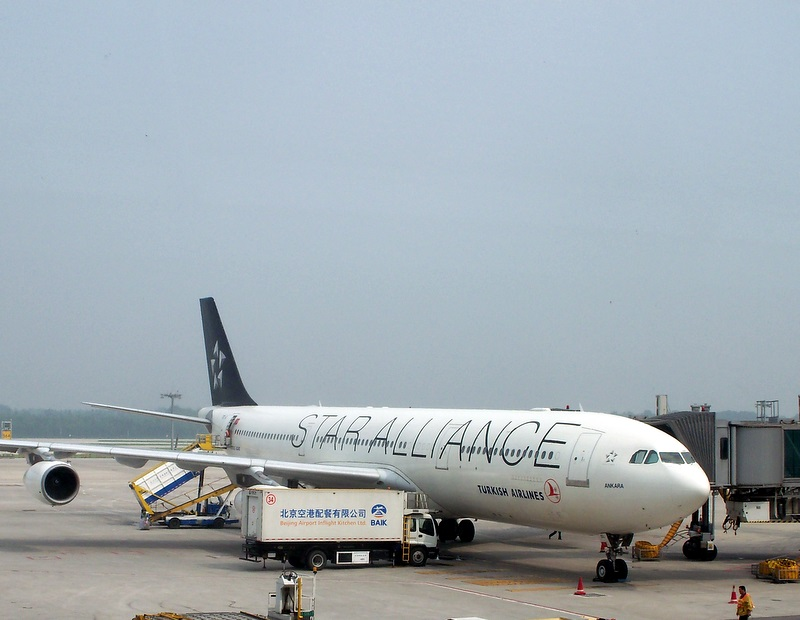
스타얼라이언스 도장을 한 터키항공의 에어버스 A340-300
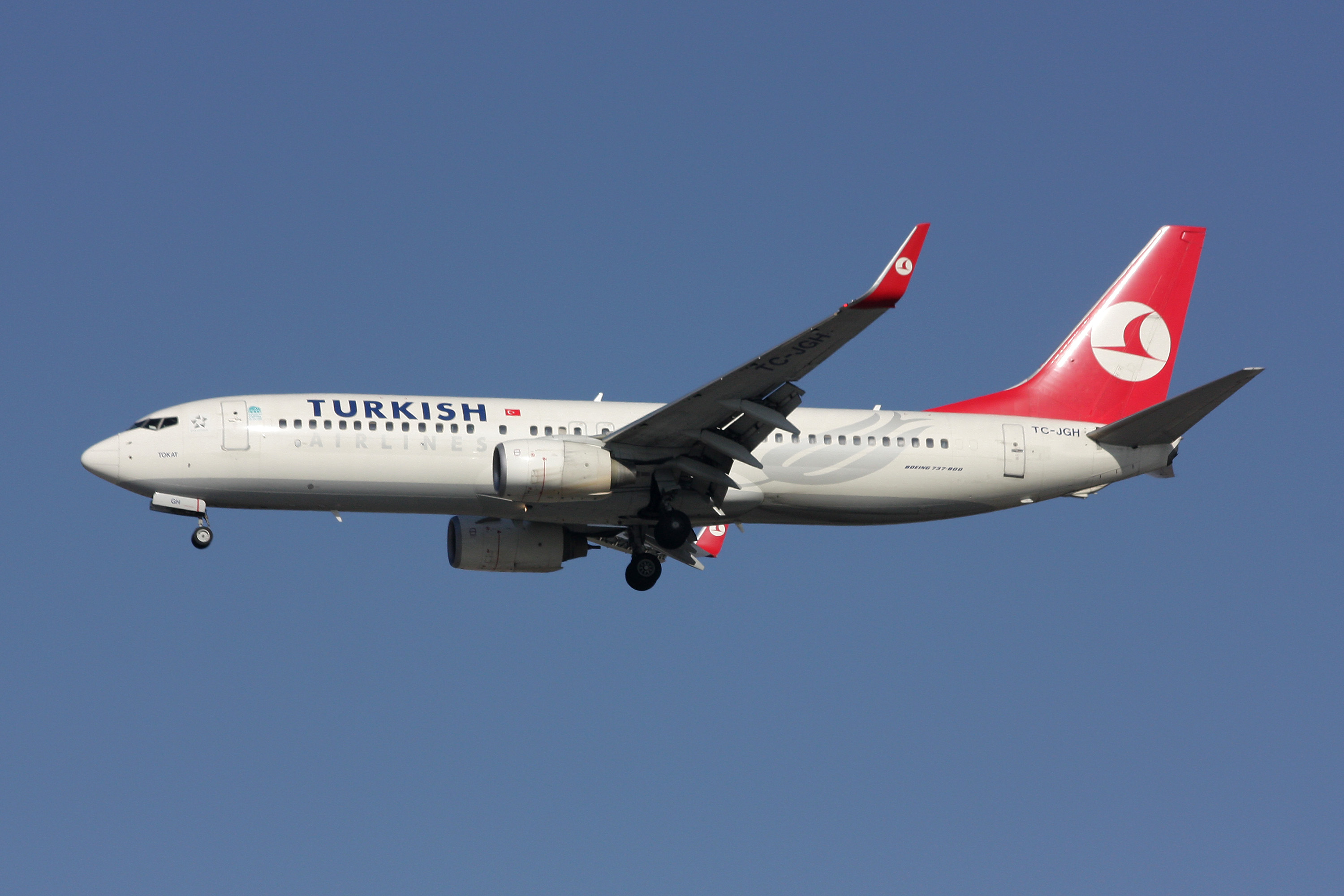
터키항공의 보잉 737-800
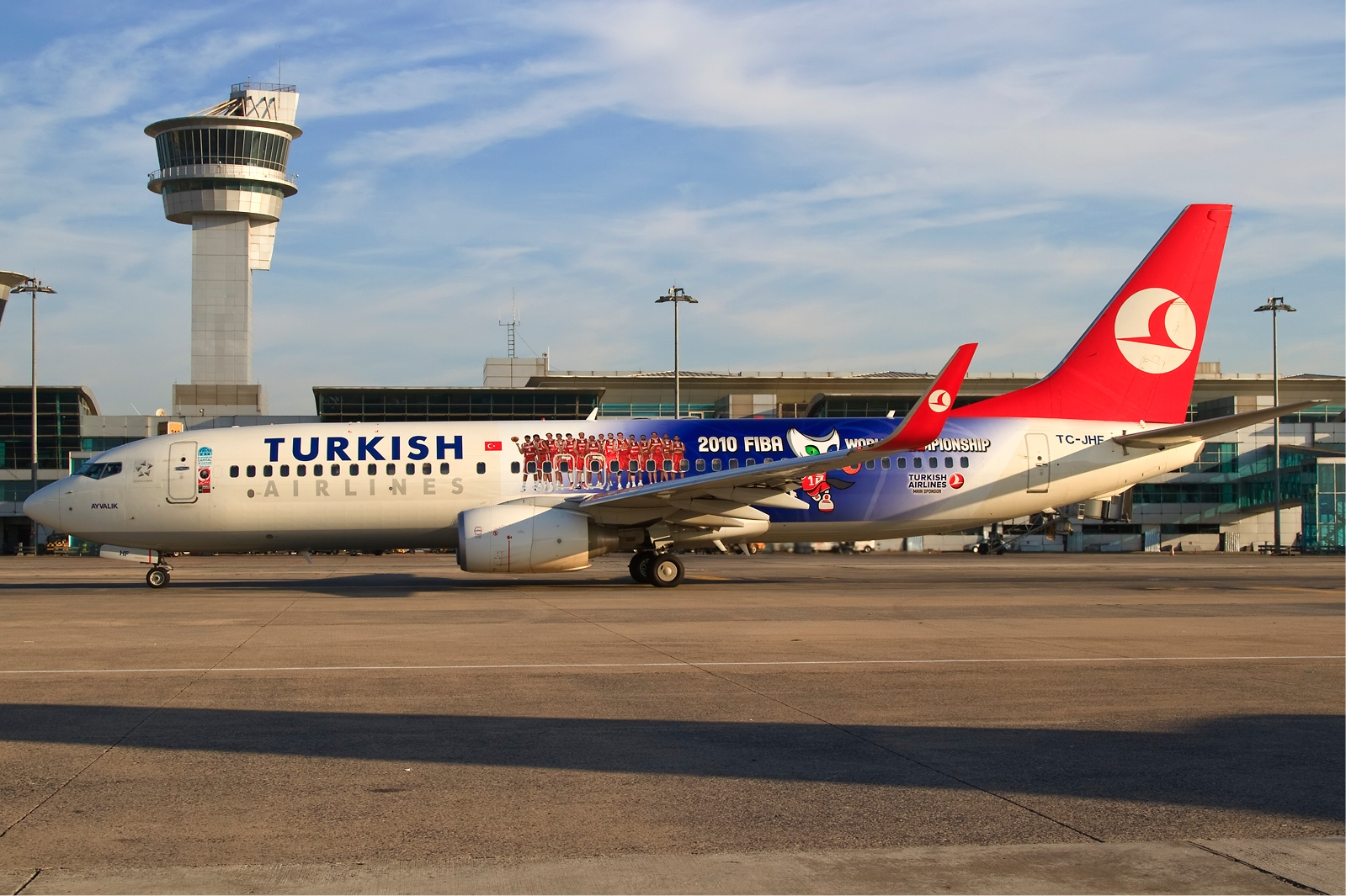
특별 도장을 한 터키항공의 보잉 737-800